# Eremo di Frate Janne
L'eremo di Frate Janne, chiamato anche cappella della Madonna di Fradejanne, è un eremo ubicato a Pietramelara.

## Storia e descrizione
Secondo la tradizione, l'eremo venne costruito nel XIV secolo da frate Giovanni, comunemente chiamato Fradejanne, un monaco eremita francese trasferitosi insieme agli angioini, per permettere ai carbonai che lavoravano sulla montagna di poter partecipare alla messa domenicale. La cappella venne restaurata nel 1986.
L'eremo si trova sul monte Maggiore, ad un'altezza di circa 1 000 metri, a poca distanza dall'eremo di San Salvatore. È costituito da un unico ambiente all'interno del quale si venera la cosiddetta Madonna di Fradejanne.